# 2018 FIFAワールドカップ・予選
本項では2018 FIFAワールドカップの予選について述べる。本大会出場チームは32チーム。開催国のロシアは予選を免除される。2006年大会、2010年大会および2014年大会と同様、前回優勝国の予選免除は行われない。よって31チームが予選により選出される。
組み合わせ抽選会は、2015年7月25日にサンクトペテルブルク・ストレルナにあるコンスタンチン宮殿で実施した。
最初の試合は、2015年3月12日に東ティモール・ディリで行われたアジア1次予選の東ティモール対モンゴル戦である。予選第1号ゴールは東ティモールのチキート・ド・カルモであった。北中米カリブ海予選も組み合わせ抽選会より先に試合を行われている。

## 予選参加国
2015年時点でFIFAに加盟していた国・地域に予選組み合わせ決定後にFIFAに加盟したジブラルタルとコソボ を加えた211の国・地域のうち、開催国ロシア以外の210の国・地域が予選大会にエントリーした。
FIFAワールドカップの歴史において、全ての加盟国・地域が予選に参加申し込みをしたのは初めてのことである。
ブータンはFIFAワールドカップ予選に初出場。また前回大会予選以降にFIFAに加盟した南スーダンも初参加を果たした。
予選組み合わせ抽選後にFIFAに加盟したコソボとジブラルタルの組み合わせは、2016年6月9日のUEFA緊急委員会で決定された。

## 予選を除外処分となったチーム
- ジンバブエ - 2015年3月12日、FIFAはジンバブエを大会から追放することを決定した[8][9]。 監督を務めたジョゼ・クラウディネイに対する給与未払いが理由とされる。
- インドネシア - 2015年5月30日、インドネシアサッカー協会が国内リーグの運営に政府が介入しているとして、FIFAより資格停止処分を受けた[10]。これを受けてAFCは2015年6月3日、インドネシアを当予選より除外することを決定し、インドネシアが組み分けされていたアジア2次予選グループFは他グループより1チーム少ない4チームで争う事になった[11]。
- クウェート - アジア2次予選グループGを第6節まで終えていた2015年10月、クウェートサッカー協会が政府の干渉があったとしてFIFAより資格停止処分を受けた。この結果、以降のクウェートの試合はすべて没収試合となり、残っていた3試合は3-0で対戦国の勝利扱いとされた。

## 本大会出場国

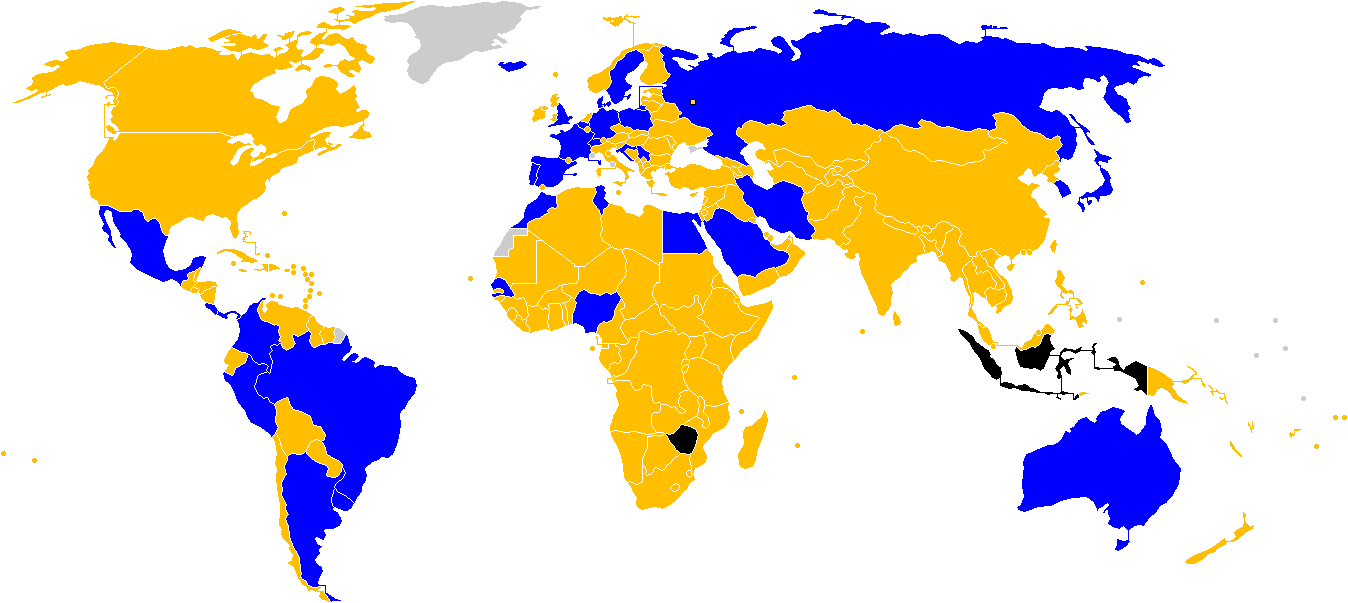
本大会出場
予選敗退国
予選除外処分
FIFA非会員

| 大陸連盟 | 出場国・地域   | 予選     | 組 予選順位 | 組 予選順位 | 出場決定日     | 出場回数          | 最高成績                                    | 開催時の FIFAランキング |
| -------- | -------------- | -------- | ----------- | ----------- | -------------- | ----------------- | ------------------------------------------- | ----------------------- |
| UEFA     | ロシア         | 開催国   | 開催国      | 開催国      | 2010年12月02日 | 02大会連続011回目 | 4位 (1966)                                  | 70                      |
| UEFA     | フランス       | 欧州予選 | A組         | 1位         | 2017年10月10日 | 06大会連続015回目 | 優勝 (1998)                                 | 7                       |
| UEFA     | スウェーデン   | 欧州予選 | A組         | 2位         | 2017年11月13日 | 03大会ぶり012回目 | 準優勝 (1958)                               | 24                      |
| UEFA     | ポルトガル     | 欧州予選 | B組         | 1位         | 2017年10月10日 | 05大会連続007回目 | 3位 (1966)                                  | 4                       |
| UEFA     | スイス         | 欧州予選 | B組         | 2位         | 2017年11月12日 | 04大会連続011回目 | ベスト8 (1934, 1938, 1954)                  | 6                       |
| UEFA     | ドイツ         | 欧州予選 | C組         | 1位         | 2017年10月05日 | 17大会連続019回目 | 優勝 (1954, 1974, 1990, 2014)               | 1                       |
| UEFA     | セルビア       | 欧州予選 | D組         | 1位         | 2017年10月09日 | 02大会ぶり012回目 | 4位 (1930, 1962)                            | 34                      |
| UEFA     | ポーランド     | 欧州予選 | E組         | 1位         | 2017年10月08日 | 03大会ぶり008回目 | 3位 (1974, 1982)                            | 8                       |
| UEFA     | デンマーク     | 欧州予選 | E組         | 2位         | 2017年11月14日 | 02大会ぶり005回目 | ベスト8 (1998)                              | 12                      |
| UEFA     | イングランド   | 欧州予選 | F組         | 1位         | 2017年10月05日 | 06大会連続015回目 | 優勝 (1966)                                 | 12                      |
| UEFA     | スペイン       | 欧州予選 | G組         | 1位         | 2017年10月06日 | 11大会連続015回目 | 優勝 (2010)                                 | 10                      |
| UEFA     | ベルギー       | 欧州予選 | H組         | 1位         | 2017年09月03日 | 02大会連続013回目 | 4位 (1986)                                  | 3                       |
| UEFA     | アイスランド   | 欧州予選 | I組         | 1位         | 2017年10月09日 | 初出場            | -                                           | 22                      |
| UEFA     | クロアチア     | 欧州予選 | I組         | 2位         | 2017年11月12日 | 02大会連続005回目 | 3位 (1998)                                  | 20                      |
| AFC      | イラン         | 最終予選 | A組         | 1位         | 2017年06月13日 | 02大会連続005回目 | グループリーグ敗退 (1978, 1998, 2006, 2014) | 37                      |
| AFC      | 韓国           | 最終予選 | A組         | 2位         | 2017年09月05日 | 09大会連続010回目 | 4位 (2002)                                  | 57                      |
| AFC      | 日本           | 最終予選 | B組         | 1位         | 2017年08月31日 | 06大会連続006回目 | ベスト16 (2002, 2010)                       | 61                      |
| AFC      | サウジアラビア | 最終予選 | B組         | 2位         | 2017年09月05日 | 03大会ぶり005回目 | ベスト16 (1994)                             | 67                      |
| AFC      | オーストラリア | 最終予選 | B組         | 3位         | 2017年11月15日 | 04大会連続005回目 | ベスト16 (2006)                             | 36                      |
| CAF      | チュニジア     | 最終予選 | A組         | 1位         | 2017年11月11日 | 03大会ぶり005回目 | グループリーグ敗退 (1978, 1998, 2002, 2006) | 21                      |
| CAF      | ナイジェリア   | 最終予選 | B組         | 1位         | 2017年10月07日 | 03大会連続006回目 | ベスト16 (1994, 1998, 2014)                 | 48                      |
| CAF      | モロッコ       | 最終予選 | C組         | 1位         | 2017年11月10日 | 05大会ぶり005回目 | ベスト16 (1986)                             | 41                      |
| CAF      | セネガル       | 最終予選 | D組         | 1位         | 2017年11月10日 | 04大会ぶり002回目 | ベスト8 (2002)                              | 27                      |
| CAF      | エジプト       | 最終予選 | E組         | 1位         | 2017年10月08日 | 07大会ぶり003回目 | グループリーグ敗退 (1934, 1990)             | 45                      |
| CONCACAF | メキシコ       | 最終予選 | 1位         | 1位         | 2017年09月01日 | 07大会連続016回目 | ベスト8 (1970, 1986)                        | 15                      |
| CONCACAF | コスタリカ     | 最終予選 | 2位         | 2位         | 2017年10月07日 | 02大会連続005回目 | ベスト8 (2014)                              | 23                      |
| CONCACAF | パナマ         | 最終予選 | 3位         | 3位         | 2017年10月10日 | 初出場            | -                                           | 55                      |
| CONMEBOL | ブラジル       | 南米予選 | 1位         | 1位         | 2017年03月28日 | 21大会連続021回目 | 優勝 (1958, 1962, 1970, 1994, 2002)         | 2                       |
| CONMEBOL | ウルグアイ     | 南米予選 | 2位         | 2位         | 2017年10月10日 | 03大会連続013回目 | 優勝 (1930, 1950)                           | 14                      |
| CONMEBOL | アルゼンチン   | 南米予選 | 3位         | 3位         | 2017年10月10日 | 12大会連続017回目 | 優勝 (1978, 1986)                           | 5                       |
| CONMEBOL | コロンビア     | 南米予選 | 4位         | 4位         | 2017年10月10日 | 02大会連続006回目 | ベスト8 (2014)                              | 16                      |
| CONMEBOL | ペルー         | 南米予選 | 5位         | 5位         | 2017年11月15日 | 09大会ぶり005回目 | ベスト8 (1970, 1978)                        | 11                      |

## 予選形式
|          |            |            |              |               |                |  |  |  |
| 大陸連盟 | 参加チーム | 予選通過枠 | 本大会出場枠 | 予選開始日    | 予選終了日     |  |  |  |
| AFC      | 45         | 4 or 5     | 4 or 5       | 2015年3月12日 | 2017年10月10日 |  |  |  |
| CAF      | 53         | 5          | 5            | 2015年10月5日 | 2017年11月14日 |  |  |  |
| CONCACAF | 35         | 3 or 4     | 3 or 4       | 2015年3月23日 | 2017年10月10日 |  |  |  |
| CONMEBOL | 10         | 4 or 5     | 4 or 5       | 2015年10月5日 | 2017年10月10日 |  |  |  |
| OFC      | 11         | 0 or 1     | 0 or 1       | 2015年10月5日 | 2017年10月10日 |  |  |  |
| UEFA     | 54+1       | 13         | 13+1         | 2016年9月4日  | 2017年11月14日 |  |  |  |
| 合計     | 208+1      | 31         | 31+1         | 2015年8月31日 | 2017年11月14日 |  |  |  |

※ヨーロッパの「+1」は開催国枠（ロシア）

## 大陸別予選

### アジア予選
2014年4月16日に行われたAFC理事会において、AFCアジアカップ2019予選とFIFAワールドカップアジア2次予選を共有する方式を採用。AFCアジアカップ2019本大会出場枠を従来の16から24に増枠することが決まった。
- 1次予選: 2次予選を40チームにするため、シード順で下位のチームを2チームずつに分け、ホーム・アンド・アウェー方式で対戦を行う。各勝者が2次予選に進出する。
- 2次予選: 40チームを8組に分け、ホーム・アンド・アウェーでの2順の総当たり戦（各チーム8試合ずつ）を行う。各組1位8チームと各組2位のうち成績上位4チームの計12チームが3次（最終）予選進出と同時にAFCアジアカップ2019本大会出場権獲得[19]。
  - なお、各組2位のうち成績下位4チームおよび各組3位、各組4位チームのうち成績上位4チームはAFCアジアカップ2019予選3次予選へ進出。各組4位チームのうち成績下位4チームおよび各組5位チームはAFCアジアカップ2019予選プレーオフへ進出する[21][22]。
- 3次(最終)予選: 12チーム (2014年大会の10チームから2枠増) を2組に分け、ホーム・アンド・アウェーでの2順の総当たり戦（各チーム10試合ずつ）を行う。各組上位2チームが本大会出場権獲得。各組3位は4次予選（アジア地区プレーオフ）に回る。
- 4次予選（アジア地区プレーオフ）: 3次予選・各組3位の2チームが、ホーム・アンド・アウェー方式で対戦。勝者が大陸間プレーオフに出場する。

### アフリカ予選
2015年1月14日に行われたCAF理事会において、2018 FIFAワールドカップ予選の選抜方式を承認した。しかしFIFAは7月9日に、予定していた四段階選抜を改め三段階に変更すると発表した
- 1次予選: 2次予選で40チームにするため、シード順が下位の26チーム（ランキング28位から53位）が2チームずつに分け、ホーム・アンド・アウェー方式で対戦を行う。各勝者が2次予選に進出する。
- 2次予選: 3次予選で20チームにするため、シード順が上位の27チームと1次予選を通過した13チームを合わせた40チームが、2チームずつに分け、ホーム・アンド・アウェー方式で対戦を行う。各勝者が3次予選に進出する。
- 3次(最終)予選: 20チームを5組に分け、ホーム・アンド・アウェーでの2巡の総当たり戦（各チーム6試合ずつ）を行う。各組1位チームは本大会に出場できる。

### 北中米カリブ海予選
予選大会の選抜方式の見直しについて提案があり、1次予選から3次予選までをノックアウト方式とし、4次予選と5次予選をホーム・アンド・アウェー方式で2順の総当たり戦を行うものとした。1次予選は国際Aマッチデーである2015年3月23日から31日に実施予定である。2015年1月12日、CONCACAFは詳細な日程を発表した。
予選形式は以下の通り:
- 1次予選: 14チーム（ランキング22位から35位）を2チームずつに分け、ホーム・アンド・アウェー方式で対戦を行う。各勝者が2次予選に進出する。.
- 2次予選: 20チーム（ランキング9位から21位と1次予選に勝利した7チーム）を2チームずつに分け、ホーム・アンド・アウェー方式で対戦を行う。各勝者が3次予選に進出する。
- 3次予選: 12チーム（ランキング7位、8位と2次予選に勝利した10チーム）を2チームずつに分け、ホーム・アンド・アウェー方式で対戦を行う。各勝者が4次予選に進出する。
- 4次予選: 12チーム（ランキング1位から6位と3次予選に勝利した6チーム）を4チームずつ3組に分け、ホーム・アンド・アウェーの2順の総当たり戦を行う。各組上位2チームが5次予選に進出する。
- 5次(最終)予選: 6チームでホーム・アンド・アウェーの2順の総当たり戦を行う。上位3チームが本大会出場権を得る。また4位のチームは大陸間プレーオフに進出する。

### 南米予選
- 予選リーグ: 10チームによる総当たり戦を実施し、上位4チームが本大会出場権を獲得。5位のチームはFIFAワールドカップ・大陸間プレーオフに出場する。

### オセアニア予選
2014年3月29日と10月20日に行われたOFC理事会において、OFCネイションズカップ2016と2018 FIFAワールドカップ予選を同時開催することを承認した が、その後予選形式が変更された。
- 1次予選: アメリカ領サモア、クック諸島、サモア、トンガの4チームがセントラル開催の1回戦総当たりリーグ戦で競う予定。 1位チームが2次予選に進出する。
- 2次予選: OFCネイションズカップ2016が2次予選を兼ねる。1次予選を通過した勝者に加え、残りの7チーム (フィジー, ニューカレドニア、ニュージーランド、パプアニューギニア、ソロモン諸島、タヒチ、バヌアツ)の計8チームを2組に分け、ホーム・アンド・アウェーでの2順の総当たり戦（各チーム6試合ずつ）を行う。 各組上位3チームが3次予選に進出できる。
- 3次予選: 2次予選を勝ち上がった6チームが、2組に分かれてホーム・アンド・アウェーでの2順の総当たり戦（各チーム4試合ずつ）を行う。各組1位チームが代表決定戦に進み、勝者がFIFAワールドカップ・大陸間プレーオフの出場権を獲得する。

### ヨーロッパ予選
- グループリーグ: 参加54チームを6チームずつの9組に分け、各組でホーム・アンド・アウェーの2順の総当たり戦を実施。各組1位のチームが本大会出場権を得る。
- プレーオフ: グループリーグ各組2位のチームのうち、成績上位の8チームを2チームずつ4組に分け、ホーム・アンド・アウェー方式で対戦を行う。各勝者が本大会出場権を得る。

## 大陸間プレーオフ
各地域で行われた予選の結果、オーストラリア (AFC第5代表)、ホンジュラス (CONCACAF第4代表)、ペルー (CONMEBOL第5代表)、ニュージーランド (OFC代表)によって競われることになった。対戦国同士がホーム・アンド・アウェーで対戦する。2試合の総得点の多いチームが本大会への出場権が与えられる。